# Анцифорово (Сафоновский район)
Анцифорово  — деревня в Смоленской области России, в Сафоновском районе. Население — 7 жителей (2007 год). Расположена в центральной части области в 39 км к северо-востоку от города Сафонова, в 23 км севернее автодороги М1 «Беларусь», на реке Анцыфоровка. В 27 км южнее от деревни железнодорожная станция О.п. На 41 км северо-восточнее районного центра. 286-й км на линии Москва — Минск. Входит в состав Старосельского сельского поселения.

## История
В годы Великой Отечественной войны деревня была оккупирована гитлеровскими войсками в сентябре 1941 года, освобождена в 1943 году.